# Tema y rema
En lingüística, la expresión tema y rema o tópico y comentario, presuposición y foco (utilizada por Noam Chomsky), o soporte y aporte (utilizada por Vance Mendenhall y tomada por Salvador Gutiérrez Ordóñez) hace referencia a la dicotomía entre el tema, que es la parte general de lo que se habla y de la que se supone un conocimiento previo por parte de los interlocutores, y el rema, que es lo que se dice del tema aportando información nueva. Aunque en general se acepta universalmente como buena esta dicotomía de la información lingüística de una oración, sus detalles presentan importantes diferencias entre diversos autores.
La distinción fue anticipada por Henri Weil en su tesis de doctorado de 1844. También Georg von der Gabelentz distinguió entre sujeto psicológico (que se corresponde aproximadamente con la noción de «tema» o «tópico») y objeto psicológico (aproximadamente, «rema» o «foco»). Sin embargo, la primera formulación explícita surge a mediados del siglo XX de la mano de Vilém Mathesius, uno de los lingüistas de la Escuela de Praga, que se preocupaban del aspecto sociocomunicativo del lenguaje (el centro de su teoría se encuentra en las funciones que cumple el lenguaje, particularmente la función comunicativa). En ese aspecto, destacan los trabajos de generaciones sucesivas, como los de Jan Firbas, František Daneš, Petr Sgall y Eva Hajičová. Estos primeros trabajos se preocuparon principalmente de la entonación diferencial y el orden de palabras. El trabajo de Michael Halliday en la década de 1960 contribuyó a la incorporación de estas ideas al funcionalismo lingüístico.

## Definiciones
Los términos tema o tópico pueden definirse de diversas maneras; entre las más habituales cabe citar:
- El constituyente sintáctico de una oración sobre el que el resto de elementos predican, dicen o explican algo
- El constituyente de un discurso sobre el que el resto del discurso predica, dice o explica algo
- Una posición específica de la oración, frecuentemente situada al margen derecho o izquierdo, donde el tópico o tema aparece

En español el sujeto de una oración enunciativa usualmente coincide con el tema o tópico. En las siguientes oraciones el tópico o tema se marca en negrita:
(1) El perro lamió a la niña pequeñita.
(2) La niña pequeñita fue lamida por el perro.
Aunque estas oraciones tienen el mismo contenido proposicional, tienen diferentes tópicos o temas. En la primera, el tema es el perro, mientras que en la segunda el tema es la niña pequeñita. En español también es posible usar otras estructuras oracionales para remarcar el tema o tópico, como por ejemplo en:
(3) En cuanto a la niña pequeñita, el perro la lamió.
Algunos autores señalan que debe distinguirse el tópico oracional del tópico discursivo, ya que estos pueden ser diferentes. Supóngase en la siguiente oración se habla de «la casa de Miguel»:
(4) ¡La casa de Miguel era tan acogedora y cálida…! Él no quería irse, pero no podía permitirse el alquiler, ya sabes. Además tenía un jardín tan bonito en la parte de atrás…
En este ejemplo, el tópico o tema discursivo (tema general) se fija en la primera oración, es «la casa de Miguel». En la siguiente oración, se introduce un nuevo tópico o tema oracional (tema particular): Él (Miguel) señalado en negrita. Gracias a que el oyente reconoce el tópico discursivo, puede entender que la última oración se refiere precisamente a "la casa de Miguel".

## Realización del tema-rema
El tema y el rema son señalados de maneras diversas en las diferentes lenguas del mundo. Entre los procedimientos más comunes están el uso de patrones de entonación especiales y el uso de orden sintáctico. Existe una tendencia general en las lenguas del mundo a colocar el tema o tópico al principio de la oración (topicalización o anticipación del tema):
- Español, la entonación se usa ampliamente, aunque también se usa la topicalización ("A Juan lo adoro"), el uso de pasivas reflejas ("Todo se ha perdido por causa de Pepe", en lugar de "Pepe lo echó a perder todo") y el marcaje mediante palabras especiales ("respecto a...,...").
- Japonés: el tema o tópico se marca mediante un clítico pospuesto especial tal como は -wa.[8]
- Las llamadas lenguas de "orden libre" (entre las que se citan frecuentemente el ruso o checo) y también lenguas de orden más rígido (como el chino o el alemán) usan el orden preferentemente. En estas lenguas el tema suele preceder al rema, aunque en checo los dos órdenes son posibles. [requiere cita] En esta lengua el orden en el que el rema es inicial se llama orden "sujetivo" (terminología que se remonta a Vilém Mahtesius, que opuso el término a "orden objetivo"), ya que involucra cierta actitud emocional. Los dos órdenes se diferencian además en entonación.

Estos desplazamientos hacia la posición inicial (o periferia izquierda) han sido explicados como un movimiento sintáctico hacia una posición dentro del sintagma complementante que domina al núcleo del sintagma de tiempo. [requiere autor]
Similarmente, en muchas lenguas la estructura oracional es diferente en oraciones que introducen temas o tópicos nuevos, respecto a la estructura de las oraciones que discuten temas previamente introducidos. Es más probable que en las oraciones que discuten un tópico previamente introducido, que se usen pronombres para referirse a dicho tópico. Esos tópicos tienden a ser sujetos, y en muchas lenguas puede llegar a omitirse una mención explícita a los mismos, cuando la referencia contextual está clara.
El intento de encajar tanto tópicos como focos en la estructura oracional llevó a Rizzi y otros autores a proponer una hipótesis que reflejara estructuradamente las posiciones sintácticas posibles para los elementos "desplazados" por énfasis pragmáticos, conocida como hipótesis de la estructura refinada de la periferia izquierda.